# NGC 671
NGC 671 è una galassia a spirale situata nella costellazione dell'Ariete, a una distanza di circa 251 milioni di anni luce dalla nostra Via Lattea.

## Scoperta
NGC 671 è stata scoperta il 17 settembre 1885 dall'astronomo statunitense Lewis Swift.

## Descrizione
NGC 671 presenta una larga riga a 21 cm dell'idrogeno neutro ed è una galassia attiva del tipo Seyfert 2 (Sy2) con righe di emissione ottiche strette.
Il database SIMBAD la classifica come galassia LINER, cioè una galassia il cui nucleo presenta uno spettro di emissione caratterizzato da larghe righe di atomi debolmente ionizzati.

## Gruppo di IC 1723
La galassia NGC 671 fa parte del Gruppo di IC 1723, un raggruppamento che contiene almeno 19 galassie.
Oltre a IC 1723, le principali galassie di questo gruppo sono NGC 665, NGC 671, NGC 673, NGC 677, NGC 683, IC 156 e IC 162.
Alcune di queste galassie (come NGC 683) erano state incluse da Garcia nel Gruppo di NGC 673, mentre altre (come NGC 671 e NGC 677) erano state incluse da Mahtessian nel Gruppo di NGC 671. Tutte le galassie dei due gruppi sono ora state riunite in un unico gruppo denominato Gruppo di IC 1723, dal nome della galassia più grande del gruppo.